# Sociologia della devianza e del mutamento sociale
La sociologia della devianza è una branca della sociologia che si occupa di analizzare e indagare i comportamenti devianti all'interno di una società e di rintracciarne le cause.
I concetti chiave di questa branca della sociologia sono, in larga misura, condivisi con il diritto. La sociologia della devianza, assieme alla sociologia del diritto, è una disciplina studiata in criminologia e nei curriculum delle lauree in giurisprudenza, oltre che in sociologia.
Il concetto di devianza viene definito nel dibattito sociologico degli anni Cinquanta all'interno della teoria funzionalista, in particolare grazie all'opera più nota di Talcott Parsons “Il sistema sociale”. Connessi all'idea di "devianza" troviamo i concetti di "controllo sociale" [Gurvitch, 1997], elemento centrale nello studio dei comportamenti devianti dei membri di una società [Berger & Luckmann, 1966] e di mutamento sociale.
La sociologia, interessata a seconda dei casi alle condizioni dell'ordine e della stabilità o piuttosto ai conflitti e alla disorganizzazione, trova nello studio della devianza un fertile terreno di analisi relativo in particolare allo studio del mutamento sociale. La categoria comprende sia i comportamenti devianti che rappresentano delle violazioni del diritto positivo, definibili come comportamenti criminali, sia quelli che si scostano dai modelli normativi e dalle regole sociali e culturali di un dato contesto sociale.

## Le teorie
Le teorie e le ricerche sociologiche sul fenomeno deviante sviluppatesi dalla fine del XVIII secolo sono state schematicamente distinte in due filoni generali (Luigi Berzano, Franco Prina): il primo raccoglie le teorie eziologiche, ovvero rivolte allo studio dei fattori che determinano i comportamenti devianti; il secondo comprende le ricerche che intendono descrivere i processi di formazione, di sviluppo e di produzione dei comportamenti devianti, sia di tipo sociale, economico e relazionale che più propriamente istituzionale. In relazione a tale distinzione si parla di due paradigmi distinti (Tamar Pitch) e in particolare del passaggio dal paradigma eziologico al paradigma del controllo sociale (Alessandro Baratta). 
Il primo filone di studi comprende i più datati paradigmi utilitarista e positivista. 
Il primo interpreta il crimine non come reazione a fattori o influenze esterne, ma come il risultato di una decisione razionale dell'individuo volta ad ottenere benefici nel contesto di una valutazione sulle norme e le sanzioni. Esso è stato in questi ultimi anni ripreso da quelle teorie della scelta razionale (rational choice theory) della devianza che pongono al centro del formarsi delle preferenze devianti l'interesse e il calcolo economico, ma anche da quelle teorie della deterrenza (deterrence theory) che pretendono di prevenire il crimine attraverso un inasprimento delle pene. Ad esse è possibile affiancare le più recenti teorie situazionali del crimine, le quali sostengono la possibilità di prevenire o contenere i comportamenti devianti aumentando le difficoltà e i rischi cui il potenziale autore di reato dovrebbe andare incontro nel perseguire il proprio progetto criminoso. 
Il secondo, nato con la statistica morale, interpreta invece il comportamento criminale come determinato da fattori ambientali e sociali che influenzano in modo determinante il soggetto. Anch'esso ha conosciuto nuova fortuna con la rivalutazione degli indicatori statistici nell'analisi delle patologie sociali e nei modelli che pretendono di prevedere la devianza, ma anche con la riproposizione dell'influenza della problematica biologica sui comportamenti psicologici, culturali e sociali, operata dalla sociobiologia.
In relazione ai potenziali contributi di questo filone di studio e ricerca nell'analisi critica del diritto penale, è possibile affermare che essi risultano essere praticamente nulli. Per quanto le concezioni dell'uomo e della società, e quindi le spiegazioni del crimine, sottese alle due prospettive siano profondamente diverse, entrambe si caratterizzano, al contrario, per la propria funzione legittimante nei confronti di un sistema penale i cui fondamenti non vengono in alcun modo posti in discussione. L'ideologia che esse servono è, in entrambi i casi, l'ideologia della difesa sociale, caratterizzata da una concezione astratta e astorica della società come totalità omogenea, la quale conduce all'indicazione univoca di valori fondamentali considerati degni di tutela. 
In particolare, come esplicita Baratta in “Criminologia critica e critica del diritto penale”, ad essere ribaditi sono: 
- il principio di legittimità, secondo cui lo stato interpreta la legittima reazione della società volta alla condanna del comportamento deviante e alla riaffermazione delle norme sociali condivise;
- il principio del bene e del male, per cui il reato è un elemento disfunzionale del sistema sociale e quindi un danno per la società;
- il principio di colpevolezza, per cui il crimine è espressione di un atteggiamento interiore riprovevole perché contrario ai valori presenti nella società ancor prima di essere giuridicamente sanzionati;
- il principio dello scopo, per cui la pena ha la funzione di creare una contromotivazione al comportamento deviante;
- il principio di eguaglianza, secondo cui la legge penale si applica in modo uguale a tutti gli autori di reato;
- il principio dell'interesse sociale e del reato naturale, secondo il quale gli interessi protetti dal diritto penale sono interessi comuni a tutti i cittadini.

Sono gli sviluppi del secondo filone della sociologia della devianza, noto come paradigma sociale e consumatosi principalmente in ambiente anglosassone, a mettere invece a disposizione della scienza penale strumenti di conoscenza e modelli interpretativi completamente nuovi. Lo studio interdisciplinare di criminalità e devianza consente lo sviluppo di un approccio critico anche nell'analisi del diritto penale, per lungo tempo monopolizzata da filosofi e giuristi. 
La teoria struttural-funzionalista della devianza e dell'anomia, introdotta da Émile Durkheim e successivamente sviluppata da Robert K. Merton, pur interessata anch'essa alla ricerca delle cause della criminalità, sostiene che esse non sono da ricercarsi né in fattori di natura antropologica, né in una patologia della struttura sociale. Durkheim afferma, al contrario, che un certo grado di devianza è un fenomeno normale per ogni struttura sociale, che diventa negativo solo quando si accompagna ad uno stato di disorganizzazione in cui l'intero sistema di regole di condotta perde valore (uno stato di anomia). 
Il concetto di anomia viene ripreso da Merton in un'accezione parzialmente differente da Durkheim: per Merton la devianza deve essere letta come un rapporto tra "mete" e "mezzi" e si realizza quando le mete socialmente accettate sono irraggiungibili attraverso mezzi leciti. Entrambe le teorie finiscono per porre in discussione il principio del bene e del male, ovvero la concezione del reato come elemento sempre disfunzionale del sistema sociale. Al contrario, il reato, secondo Durkheim, stimolando la reazione sociale, rinforza il sentimento collettivo che sostiene la conformità alle norme sociali. Per Merton esso costituisce il comportamento innovativo – adesione ai fini culturali senza il rispetto dei mezzi istituzionali – che pretende di rispondere alle costrizioni imposte da una struttura sociale sostanzialmente ingiusta.
Le diversità strutturali delle opportunità di cui dispongono gli individui di disporre di mezzi legittimi per raggiungere le mete sociali culturalmente definite possono essere poste anche all'origine della formazione e del consolidamento delle subculture criminali nelle società industrializzate. Secondo Richard Cloward e Lloyd Ohlin, le subculture si formano perché la struttura della società impedisce ad alcuni soggetti di raggiungere i fini socialmente accettati con mezzi leciti. In tal senso la teoria delle subculture criminali nega il principio di colpevolezza, secondo il quale il crimine sarebbe la semplice espressione di un atteggiamento interiore riprovevole. Ma sono soprattutto le successive applicazioni del concetto di subcultura proposte da Edwin Sutherland (teoria dei contatti differenziali) e da Lawrence Cohen (con riferimento alle bande giovanili) a porre in discussione alcuni principi fondanti le teorie generali del comportamento criminale: applicando il concetto di subcultura allo studio della criminalità dei ‘colletti bianchi’, Sutherland critica la convinzione che le cause della criminalità siano sempre da ricercare in condizioni di deprivazione, disagio sociale e povertà. Tale teoria, a differenza delle precedenti, consente di spiegare tanto la criminalità degli strati sociali inferiori che quella dei ‘colletti bianchi’. Cohen può così applicarla anche allo studio delle bande giovanili, al cui interno il processo di interazione e l'assidua frequenza conducono all'affermazione di un sistema di credenze e valori condivisi che rappresentano la soluzione di problemi di adattamento ad una cultura dominante discriminatoria e socialmente frustrante. In entrambi i casi, oltre al principio di colpevolezza sopra richiamato, che vorrebbe il reato come comportamento adottato liberamente in contrapposizione a valori e norme socialmente condivise, ad essere posto in discussione è anche il principio del reato naturale, secondo il quale i valori e i modelli di comportamento tutelati dal diritto penale sarebbero quelli propri dell'intero sistema sociale di riferimento, considerato come tendenzialmente univoco ed omogeneo.
È in particolare la teoria dell'etichettamento (labelling approach) che, sulle orme dell'interazionismo simbolico di George Herbert Mead e dell'etnometodologia sviluppata da Alfred Schütz, si propone di evidenziare come la qualità criminale di un comportamento, lungi dall'esistere oggettivamente, sia in realtà il risultato di una costruzione sociale. 
Autori come Howard Becker e Lemert si interrogano soprattutto sul processo di formazione dell'identità deviante, in particolare sull'effetto dell'applicazione dell'etichetta di criminale in capo ad un dato individuo: analizzando i processi di stigmatizzazione che consolidano lo status sociale di deviante e danno vita a vere e proprie carriere criminali, Lemert sostiene che la reazione sociale ad un primo comportamento deviante (devianza primaria) finisce spesso per influire sull'identità dell'individuo stigmatizzato che tende successivamente a permanere nel ruolo sociale che gli è stato assegnato (devianza secondaria). È evidente come tali indicazioni finiscano per negare il principio dello scopo o della prevenzione, che assegna alla pena il compito di creare una contromotivazione al comportamento deviante. 
Altri autori, quali Erving Goffman (interazionismo simbolico) o Peter Ludwig Berger e Thomas Luckmann (fenomenologia) si concentrano più direttamente sulla questione della definizione del comportamento deviante: si afferma che non è il comportamento in sé a far scattare la reazione sociale che distingue tra normale e deviante, ma la sua interpretazione, attraverso cui quel comportamento viene fornito di un significato. 
Ma l'attenzione alla definizione del comportamento deviante porta alla luce anche la questione della distribuzione del potere di definizione all'interno di una data società. La questione del potere, messa in luce in particolare dalle ricerche di Sutherland e Aubert sulla criminalità scarsamente perseguita dei ‘colletti bianchi’ e dalle intuizioni di Sack sulla natura della criminalità come realtà costruita attraverso giudizi ascrittivi da parte delle agenzie del controllo, è relativa alle condizioni socio-politiche che fanno sì che in una data società determinati gruppi e individui siano forniti del potere di stabilire quali comportamenti e quali persone devono essere perseguiti. 
Invitando la sociologia ad uscire dall'utopia di una società basata sull'equilibrio e sul consenso, Ralf Dahrendorf e Lewis A. Coser indicano come fondanti le dimensioni della coazione e del dominio politico esercitato da alcuni soggetti su altri. Il primo pone l'accento sulla normalità del conflitto e sulla sua funzione in riferimento al cambiamento sociale, il secondo ne sottolinea le funzioni positive anche per l'integrazione e la conservazione della società. Applicando tali teorie allo studio della criminalità, George Vold giunge a sostenere che il crimine può essere inteso come un comportamento politico, in quanto messo in essere da un individuo che, nel contesto di una data organizzazione sociale e politica, non ha il potere per controllare la definizione di ciò che è normale e ciò che non lo è, ovvero i meccanismi della criminalizzazione primaria. In tal senso, l'applicazione criminologica della teoria del conflitto mette in crisi il principio dell'interesse sociale e del reato naturale, negando che gli interessi tutelati dal diritto penale siano interessi comuni a tutti i cittadini. 
Le teorie sociologiche del controllo sociale introducono un mutamento dirompente nello studio della devianza e della criminalità rispetto alle concezioni patologiche sostenute dalla criminologia positivistica. Laddove quest'ultima mutuava dal diritto la definizione di criminale considerandola come una realtà avente caratteri e cause naturali, esercitando così una funzione conservatrice e legittimante nei confronti del sistema penale, le teorie sociologiche sostengono invece il carattere normale e funzionale della criminalità, la sua dipendenza da meccanismi di socializzazione dipendenti dalla stratificazione sociale e la sua produzione attraverso processi di definizione e stigmatizzazione che sottendono una concezione conflittuale della società. 
Gli importanti contributi offerti dall'analisi sociologica, collocati all'interno di una teoria materialista della devianza e della criminalizzazione attraverso strumenti concettuali e ipotesi elaborati all'interno del marxismo, sfoceranno in seguito, nell'ambito della sociologia criminale, nello sviluppo della criminologia critica. Affinché ciò si verifichi sarà necessario che l'attenzione dei ricercatori si sposti dal rapporto di dominio situato nella sfera politica, portato alla luce dalle teorie del conflitto, allo studio dei rapporti materiali di proprietà, produzione e distribuzione situati nella sfera sociale ed economica ed oggetto reale del conflitto.